# Phylloscartes flavovirens
Phylloscartes flavovirens là một loài chim trong họ Tyrannidae.